# Mats Köhlert
 (août 2025).
Mats Köhlert est un footballeur allemand, né le 2 mai 1998 à Hambourg, évoluant au poste d'ailier gauche au Hambourg SV.

## Biographie

### En équipe nationale
Avec les moins de 17 ans, il participe au championnat d'Europe des moins de 17 ans en 2015. Lors de cette compétition, il joue quatre matchs. Il délivre deux passes décisives contre la Tchéquie en phase de groupe. L'Allemagne s'incline en finale face à l'équipe de France.
Il dispute ensuite quelques mois plus tard la Coupe du monde des moins de 17 ans organisée au Chili. Lors du mondial junior, il joue quatre matchs. Il délivre une passe décisive face à l'Argentine en phase de groupe. L'Allemagne s'incline en huitièmes de finale face à la Croatie.
Avec les moins de 19 ans, il participe au championnat d'Europe des moins de 19 ans en 2017. Lors de cette compétition, il ne joue qu'un seul match, contre les Pays-Bas.

## Palmarès

### En sélection
- Finaliste du championnat d'Europe des moins de 17 ans en 2015 avec l'équipe d'Allemagne des moins de 17 ans.